# Charles Dubé
 (juillet 2018).
Ne doit pas être confondu avec Charles-Alexandre Dubé.
Charles Dubé est un auteur-compositeur-interprète québécois.
Né dans les Laurentides, au nord de Montréal, d'un père mathématicien et d'une mère pianiste et professeur de français, il fait des études et devient pédopsychologue. Il quitte le métier après une dizaine d'années pour se consacrer à la musique.
En 2001, il remporte le premier prix du Challenge Relève de Repentigny, ce qui l'amène à faire la première partie du groupe Les Frères à Ch'val. Par la suite, il fera également les premières parties de spectacles de Michel Pagliaro, Kevin Parent et Laurence Jalbert.
Le 21 avril 2004, il lance son premier album, Réverbère, au Théâtre Plaza à Montréal. Grâce au succès de ses chansons Un ciel pour le soleil, Réverbère et La marée ainsi que de sa tournée de spectacles, environ 20 000 copies de son disque sont vendues. L'album est réalisé par le musicien-réalisateur Rick Haworth.
Il est nommé au Gala de l'ADISQ en 2005 dans la catégorie Meilleur album pop. De 2004 à 2006, il sillonne le Québec, le Nouveau-Brunswick et l'Ontario, ainsi que la France et la Suisse, pour présenter son spectacle Réverbère. Il est accompagné par trois musiciens : Jocelyn "Doc" Tellier à la guitare, Benoit Clément à la batterie et Louis Lalancette à la basse. Il donne plus de 100 concerts en deux ans. Il rafle le prix Révélation Guy-Bell pour son spectacle et sa musique au festival Pully à l'heure du Québec qui a lieu dans la région de Lausanne, en Suisse.
Daniel Boucher et Stefie Shock l'invitent à présenter ses chansons en première partie de leur spectacle. Il est nommé au Prix Félix-Leclerc de la chanson dans le cadre des FrancoFolies de Montréal en 2004 et 2005. La chaîne radiophonique Espace Musique le qualifie comme un artiste au doigté rare et le classe dans sa cohorte de Sacré talent! en 2004.
Charles Dubé participe également au Projet Pamplemousse, une compilation de chansons reprises par des artistes québécois, dans le but d'amasser des fonds pour sensibiliser les gens sur la problématique du suicide. Sur cet album, Charles reprend une chanson de Richard Desjardins.
En mai 2007, Charles lance son deuxième album, Sortir de soi, réalisé par François Lalonde (ex musicien dans la Salle Affaire avec Jean Leloup).
En septembre 2011, Charles annonce sur son site web la venue d'un troisième album, Charles Dubé III, qui sortira le 1er novembre 2011. Le premier extrait de cet album est Distrait, mais bien.